# أنور خان
أنور خان (24 ديسمبر 1955 في باكستان - ) (بالأردوية: انور خان)‏ (بالإنجليزية: انور خان)‏ هو لاعب كريكت باكستاني. شارك مع منتخب باكستان للكريكت.

## وصلات خارجية
- أنور خان على موقع إي آس بي آن كريك إنفو (الإنجليزية)